# Craig Branch
Craig Branch (* 11. Februar 1977 in Sydney) ist ein australischer Skirennläufer. Er ist auf die schnellen Disziplinen Abfahrt und Super-G spezialisiert.

## Karriere
Branch gab sein internationales Renndebüt am 28. August 1994 in Thredbo bei einem FIS-Super-G. Sein erstes internationales Großereignis bestritt er im weiteren Saisonverlauf bei den Juniorenweltmeisterschaften in Voss, wobei er als bestes Platzierung den 36. Rang in der Abfahrt erreichte.
In den darauffolgenden Jahren startete Branch hauptsächlich bei Europacuprennen sowie FIS-Rennen in Europa. Der erste Podestplatz bei einer kontinentalen Rennserie gelang ihm jedoch in seiner Heimat, am 18. August 1997 belegte er beim Riesenslalom des Australia New Zealand Cups in Thredbo den dritten Platz. Im selben Jahr wurde er erstmals australischer Meister im Slalom.
Sein erstes Weltcuprennen bestritt Branch am 10. Januar 1999 in Flachau. Kurz darauf startete er erstmals bei Alpinen Skiweltmeisterschaften. Bei den Wettkämpfen in Vail bzw. Beaver Creek belegte er als beste Platzierung Rang 26 in der Abfahrt.
Regelmäßig Weltcupstarts folgten ab der Saison 2000/01. Nachdem er jahrelang keine Platzierung unter den besten 30 geschafft hatte, erreichte er am 15. Dezember 2007 bei der Abfahrt in Gröden den 27. Platz und so seine ersten Weltcuppunkte. Dies sollte ihm im Verlauf seiner Karriere noch zwei weitere Male gelingen, Rang 29 bei der Abfahrt in Chamonix am 26. Januar 2008 und Rang 28 bei der Abfahrt von Lake Louise am 28. November 2009.
Sein bestes Ergebnis bei einem internationalen Großereignis erzielte er bei den Weltmeisterschaften 2001 in St. Anton am Arlberg mit dem 14. Platz in der Kombination.
Sein letztes internationales Rennen bestritt Branch am 13. März 2010, danach ist er als Rennläufer nicht mehr in Erscheinung getreten.

## Erfolge

### Olympische Winterspiele
- Salt Lake City 2002: 27. Super-G, 45. Abfahrt, DSQ Kombination
- Turin 2006: 32. Abfahrt
- Vancouver 2010: 29. Super-G, 34. Abfahrt

### Weltmeisterschaften
- Vail/Beaver Creek 1999: 26. Abfahrt, 34. Super-G, DNF Riesenslalom
- St. Anton 2001: 14. Kombination, 26. Abfahrt, 28. Riesenslalom, 37. Super-G
- St. Moritz 2003: 32. Abfahrt, 36. Super-G
- Bormio 2005: 38. Super-G
- Val-d'Isère 2009: 35. Super-G

### Weltcup
- 3 Platzierungen unter den besten 30

### Juniorenweltmeisterschaften
- Voss 1995: 36. Abfahrt, DNF Riesenslalom, DNF Slalom
- Hoch-Ybrig 1996: 16. Super-G, 19. Abfahrt, DNF Riesenslalom, DNF Slalom

### Australian New Zealand Cup
- 7 Podestplätze, davon 2 Siege

| Datum              | Ort          | Land       | Disziplin    |
| ------------------ | ------------ | ---------- | ------------ |
| 17. September 1998 | Coronet Peak | Neuseeland | Riesenslalom |
| 11. September 2008 | Mount Hutt   | Neuseeland | Super-G      |

### Europacup
- 2 Platzierungen unter den besten 10

### Nor-Am Cup
- 3 Podestplätze

### South American Cup
- Ein Podestplatz

### Weitere Erfolge
- Australischer Meister im Riesenslalom (1998, 2003)
- Australischer Meister im Slalom (1997)
- Australischer Vizemeister im Riesenslalom (1996, 2000)
- Australischer Vizemeister im Slalom (2001)
- Bronze bei den Australischen Meisterschaften im Slalom (2002)
- 3 Siege bei FIS-Rennen